# Zespół Klasztorny Bernardynów w Tykocinie

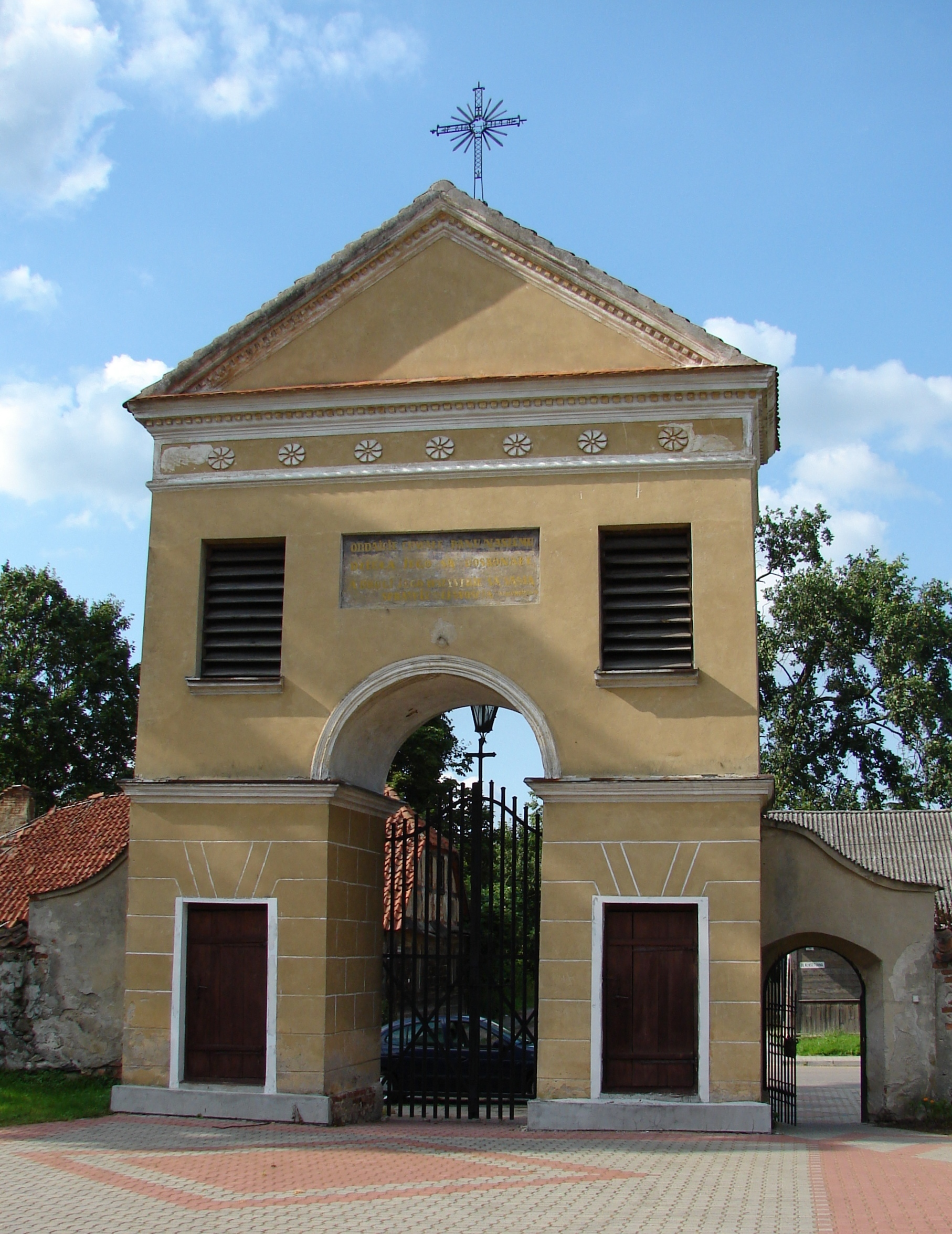
Brama Zespołu Klasztornego Bernardynów

Zespół Klasztorny Bernardynów w Tykocinie – mieści się przy ul. Klasztornej; został wybudowany w latach 1771–1791.

## Historia

### Pod opieką bernardynów

#### Klasztor z XV w.
Klasztor Bernardynów w Tykocinie pod wezwaniem Nawiedzenia NMP został ufundowany w 1479 r. przez Marcina Gasztołda, wojewodę kijowskiego, a potem trockiego. Jego pierwszym przełożonym i jednocześnie prowincjałem polskiej prowincji bernardyńskiej został Marian z Jeziorka. Dzięki niemu papież Sykstus IV bullą z dnia 8 lutego 1480 r. pozwolił na dokonanie erekcji klasztoru. Na kępie narwiańskiej rozpoczęto budowę murowanego kościoła i klasztoru, jednak w 1483 r. po wybudowaniu prezbiterium i części konwentu fundator zmarł.
W 1542 r., po wymarciu Gasztołdów, Tykocin stał się własnością króla Zygmunta Augusta, który wzniósł twierdzę w pobliżu kępy bernardyńskiej i rozpoczął rozbiórkę konwentu. Na powstałym w 1559 r. tykocińskim Nowym Mieście zbudowano drewniany kościół pod wezwaniem św. Marka i klasztor, gdzie na krótko przeniesiono Bernardynów. W latach 1573–1604, gdy spłonęła fara tykocińska, kościół św. Marka służył jako świątynia parafialna, dlatego też 25 kwietnia 1582 r. sukcesorka dóbr tykocińskich królowa Anna Jagiellonka zezwoliła zakonnikom na powrót na kępę. 27 sierpnia 1589 odbudowany kościół został ponownie konsekrowany przez Cypriana, bpa metońskiego, sufragana wileńskiego (konsekracja ołtarza wielkiego nastąpiła 25 sierpnia 1607 r.). 24 września 1604 r. Bernardyni objęli również za zgodą bp łuckiego Marcina Szyszkowskiego służące dotąd parafii tykocińskiej kościół św. Marka i klasztor na Nowym Mieście.
Krzysztof Wiesiołowski, starosta tykociński (1613–1637), jako wotum za ocalenie życia króla Zygmunta III, który w listopadzie 1630 r. chronił się tu przed morowym powietrzem, wzniósł w kościele bernardyńskim ołtarz św. Sebastiana.
W XVIII w. wody Narwi podmywające budowle zmusiły do przeniesienia klasztoru z kępy bernardyńskiej. Pozostały tam obecnie jedynie szczątki fundamentów.

#### Klasztor z XVIII w.
Nowy klasztor został ufundowany w 1771 r. przez hetmana Jana Klemensa Branickiego. Usytuowano go w południowej części Tykocina (obecnie ul. Klasztorna) na miejscu dworu Zygmunta Augusta, wykorzystując niektóre elementy tego dworu. Miał tu powstać również kościół klasztorny Nawiedzenia NMP, jednak planu tego nigdy nie zrealizowano. W jego miejscu, w centrum dziedzińca na żeliwnym cokole ustawiono w 1861 r. wyrzeźbioną w piaskowcu figurę Niepokalanego Poczęcia NMP. Realizację fundacji Branickiego utrudniła jego śmierć. Budowę dokończyli płk Antoni Ostrowski i podczaszy podlaski Michał Szczawiński. Dopiero w 1791 r. dokonano konsekracji urządzonej we wschodnim skrzydle późnobarokowego klasztoru jednonawowej kaplicy, w miejsce której w 1837 r. wzniesiono kościółek. W 1853 r. zbudowano murowaną dwukondygnacyjną klasycystyczną bramę – dzwonnicę.
W 1864 r. klasztor bernardyński, liczący wtedy 13 ojców i braci, został zlikwidowany ukazem carskim po powstaniu styczniowym i przeszedł w ręce prywatne.

### Pod opieką kurii biskupiej w Łomży
Obecnie obiekt należy do kurii biskupiej w Łomży. W latach 70. XX w. urządzono tu Dom Emerytalny dla księży z diecezji łomżyńskiej, a w 1998 – Dom Pomocy Społecznej pw. św. Franciszka z Asyżu prowadzony przez Caritas Diecezji Łomżyńskiej (przeznaczony dla kobiet chorych psychicznie).

## Wyposażenie
Z pierwszego w Tykocinie bernardyńskiego kościoła na kępie zachowało się kilka zabytków. Najcenniejszy to umieszczony niegdyś na kościelnej belce tęczowej krzyż z gotycką Pasją Chrystusa, przypisywaną Witowi Stwoszowi, ofiarowany klasztorowi prawdopodobnie przez Macieja z Krajny, nadwornego lekarza króla Zygmunta Starego (donacja obejmowała srebrny kielich, ornat, krucyfiks zdobiony perłami i księgi). Krzyż ten zawieszony jest dzisiaj w refektarzu klasztoru.
Inne to barokowy relikwiarz Drzewa Krzyża Świętego, zawierający relikwie świętych (przechowywany w kościele farnym Trójcy Przenajświętszej w Tykocinie), dwie granitowe kropielnice, epitafium Sebastiana Sobieskiego (umieszczone obecnie przy wejściu do kościoła) oraz wizerunek Matki Boskiej z Dzieciątkiem (również przechowywany w kościele Trójcy Przenajświętszej), określany niegdyś jako Matka Boska Szlachecka, gdyż cieszył się szczególnym kultem szlachty z okolicznych wsi. 
Inne zabytki to obrazy Matki Boskiej Anielskiej (w ołtarzu głównym), św. Antoniego Padewskiego (w ołtarzu bocznym), Matki Boskiej nadającej odpust św. Franciszkowi (w ołtarzu bocznym) i Matki Boskiej z Dzieciątkiem Berdyczowskiej.

## Krypty
W kryptach kościoła i jego pobliżu pochowani zostali m.in.:
- Łukasz Górnicki, starosta tykociński, literat, bibliotekarz królewski (zm. 1603 r.; dla jego upamiętnienia w 1982 r. ustawiono przy trakcie knyszyńskim krzyż z inskrypcją znajdującą się niegdyś na jego nagrobku)
- jego żona Barbara (zm. 1587 r.),
- chorąży Sebastian Sobieski (zm. 1614 r.),
- bp Mikołaj Gabriel Fredro, bernardyn (zm. 1628 r.),
- Stanisław Lewicki (zm. 1628 r.),
- Michał Szczawiński, podczaszy podlaski,
- płk Antoni Ostrowski.

Zapewne tam pochowano też Mikołaja Wiesiołowskiego, kasztelana żmudzkiego i starostę kowieńskiego (zm. 1634 r.), brata Krzysztofa Wiesiołowskiego, marszałka wielkiego litewskiego, starosty tykocińskiego.